# بهاجواتيكومار شارما
بهاجواتيكومار شارما (بالكجراتية: ભગવતીકુમાર હરગોવિંદ શર્મા)‏‏ (31 مايو 1934 - 5 سبتمبر 2018) هو صحفي هندي ومؤلف في اللغة الغوجاراتية. وُلدَ في 31 مايو 1934 في سورت، ودرسَ اللغات.

## روابط خارجية
- بهاجواتيكومار شارما في كتب جوجل